# Enonska Venera Anzotika
Enonska Venera Anzotika (lat. Venus Anzotica) je statua iz antičkog perioda  otkrivena 1938. godine u Ninu, kod ulaza u ninsku luku. Statua koja predstavlja epihorski kult boginje Venere Anzotike, je liburnsko likovno ostvarenje i poznati kameni kip sa područja Dalmacije, koji se danas čuva u Arheološkom muzeju u Splitu. 

## Etimologija
Etimologija imena „Anzotika” zasada još uvek nije poznata. Pretpostavka je da je značenje ovog imena bilo u uskoj vezi s njenim atributima u kultu, o čijem postojanju svedoče i dva natpisa. U jednom od natpisa božanstvo se javlja samo s domaćim imenom, dok drugi natpis donosi rimsku interpretaciju Anzotike kao Venere.  Prema M. Suiću veza između liburnske Anzotike i rimske Venere počiva na principu rodnosti i plodnosti.

## Istorija
Dalmacija je za Rimljane predstavljala važno vojno, trgovačko i kulturno središte. Kao veza teritorija Italije i Panonije bila je od posebne važnosti za bezbednost cele države. Ubrzo po zaposjedanju Ilirika, u 1. veku usledio je tzv. Rimski mir (Pax Romana) ili razdoblju rimske države, ili Rimskog Carstva koje je karakterisao izostank većih oružanih sukoba na teritoriji Carstva. Pacifikacijom rimske države stvoreni su uslovi za romanizaciju, urbanizaciju i
municipalizaciju osvojenih područja. Proces romanizacije je zapravo akulturacija autohtonog
stanovništva rimskom načinu života i u većini slučajeva nije bio nasilni proces.
Rimljani nisu uvek pokorene narode progonili i istrebljivali, već su im vrlo često znali
ostaviti široko područje slobode pa su tako mogli sačuvati svoj narodni identitet, veru i tradiciju.
Venera Anzotika kao autohtono božanstvo u Dalmaciji
Na području rimske provincije Dalmacije epigrafski je potvrđeno nekoliko božanstava tokom rimskog razdoblja. Domaće stanovništvo je po uzoru na Rimljane svojim božanstvima podizalo spomenike na kojima se prvi put pojavljuju njihova imena. Ti spomenici svedoče o identifikovanju narodnih božanstava s pojedinim božanstvima iz rimskog panteona, kao i o prilagođavanju starosedelaca novim društveno-političkim uslovima.
Spomenici također potvrđuju kako se uklesana pojedinačna imena pojavljuju samo u određenim područjima, a ne na celoj teritoriji provincije, pa se može govoriti o lokalnim, autohtonim božanstvima.
Tako se na području Liburnije susreće npr. Boginja Anzotica, koja odgovara rimskoj Veneri, dok su
u Istri potvrđena božanstva Eia, Melesocus, Iria i dr. 
Pretpostavlja se da je baš u tom  period nastala Enonska venera Anzotika koja je datovana na početak druge polovine 1. veka, odnosno u opisani period naseljavanja Rimljana, kada je od strane lokalnog stanovništva u nedovršenom obliku doneta u Libumsku Enonu, gde je i konačno oblikovana. 
Na ovo upućuju činjenice da je na urbani razvoj Enone uticao suživot došljaka (Rimljana) sa starosediocima (Liburnima) što je vidljivo ne samo u učešću starosedalaca u municipalnoj upravi, već i obožavanju liburnskih svetinja pored oficijelnog rimskog verskog kulta. Budući da
su u Carstvu vladale velike religiozne slobode, većina njegovih podanika nastavila je poštovati
svoja lokalna božanstva.
Na to ukazuju i činjenica da je pored Enonske venera Anzotikne na području stare Enone otkriveno najviše pisanih kamenih spomenika i kamene plastike, i da su se uporedno uz rimski zvanični verski kult poštovala i domaća libumska božanstva (Anzotica, Iicus, Latra), pa su Rimljani prihvatili Veneru kao svog začetnika.

## Opis
Enonska Venera Anzotika isklesana je dletom i svrdlanjem nabora haljine u kararskom kamenu. 
Skulptura je uvezena iz kararskih kamenoloma, nakon što je verovatno tamo abocirana. Dovršena je u Ninu ili Zadru, jer je naknadno bila umetnuta u okruglu bazu, a potom obrađena neravnomerno sa svih strana. Neravnomernost obrade vidi se na levom stopalu koje je nedovršeno za razliku od potpuno dovršenog desnog stopala.
Visoka je 100,5 cm, najveća širina na bazi statue je 40 cm, a visina baze je 13,5 cm.
Znak I na bazi Venera Anzotika s malim Prijapom (sinom iz veze s Dionisom) vuče poreklo iz helenističke umetnosti. Kip odražava karakter ženskog božanstva opšte stvarateljice i majke - liburnske Anzotike.  
Boginja koja stoji uspravno u stilu klasične stidljive Venere (Venus pudica) sa ogoljenim je gornjim delom tela i pokrivenim donjim stidnim delom, oko bedara i nogu. 
Celom težinom statua počiva na levoj nozi dok je desna blago savijena. Na statui nedostaju obe ruke, za koje se pretpostavlja da su bile savijene i u šakama držale ogledalo.
Uz levi bok statue stoji bradati Prijap koji svojom visinom ne prelazi struk Venere.

## Spoljašnje veze
Mediji vezani za članak Enonska Venera Anzotika na Vikimedijinoj ostavi